# ليو يون
ولدت ليو يون في 26 ديسمبر 1982 هي ممثلة صينية.

## حياته
نشأت ليو يون في تشانغشا، هونان، الصين وبعد ذلك تخرجت ليو من الأكاديمية المركزية للدراما .لعبت ليو لاحقًا العديد من الأدوار في المسلسلات التلفزيونية والأفلام مثل (Royal Tramp) و (The Prince of Han Dynasty) و(One Plum Blossom) .   

## حياتها الشخصية
في 26 مايو 2010 تزوجت ليو من نجم الروك الصيني تشينغ جون ، وأنجبو طفل يدعى تشنغ شينغفو، في لوس أنجلوس، الولايات المتحدة في 23 أكتوبر 2010.  

## روابط خارجية
- ليو يون على موقع IMDb (الإنجليزية)
- ليو يون على موقع قاعدة بيانات الفيلم (الإنجليزية)